# Црна рода
Црна рода (лат. Ciconia nigra) врста је птице из породице рода (Ciconiidae). У Србији је строго заштићена врста.

## Изглед
Мало је мања од беле роде. Тело је дуго до један метар. Глава, врат, леђа и крила покривена су црним перјем, зеленкасто-металног сјаја, а трбух је беле боје. Дуг и код корена дебео кљун, као и кожа око очију има црвену боју. Међу прстима на дугим, црвеним ногама има, као и бела рода, пловне кожице.

## Станиште
Борави у влажним и мочварним, листопадним низијским шумама.
Живи у неким деловима северне и источне Европе, као и у низијским шумама у Србији. Селица је која зимује у Африци.

## Понашање
Веома је опрезна и плашљива и живи као самотњак, никада у колонији, увек далеко од људских насеља. У априлу или мају дубоко у шуми, високо на стаблу уз дебло, сагради гнездо од грања, у које снесе најчешће четири бела јаја. Оба родитеља леже на њима и после се брину за младунце чучавце, који постају самостални тек за седамдесетак дана.

## Исхрана
Храни се рибама, жабама, воденим инсектима и малим сисарима.

## Галерија
- Одрасла јединка у лету
- Глава црне роде
- Јаје
- Црна рода са младунцима
- Црна рода, Музеј Републике Српске